# Mir-Aragatz
Aragatz war die Bezeichnung für eine französisch-sowjetische Forschungsmission, während der sich der französische Raumfahrer Jean-Loup Chrétien drei Wochen lang an Bord der sowjetischen Raumstation Mir befand.

## Vorbereitung
Die Anfänge dieser Forschungsmission reichen bis zu einem Treffen zwischen François Mitterrand und Michail Gorbatschow im Oktober 1985 zurück. Vertragspartner wurden dann die französische Raumfahrtbehörde CNES und die sowjetische Organisation Glawkosmos, die die Aktivitäten auf sowjetischer Seite bündelte.
Als französischer Raumfahrer wurde Jean-Loup Chrétien nominiert. Er hatte 1982 bereits den ersten französischen Raumflug unternommen. Sein Ersatzmann wurde Michel Tognini aus der zweiten Auswahlgruppe des CNES. Die beiden bereiteten sich ab 1986 zwei Jahre lang im Juri-Gagarin-Kosmonautentrainingszentrum bei Moskau auf die Mission vor.

## Wissenschaftliches Programm
Die Auswahl der Experimente für die Antares-Mission erfolgte vor allem im Hinblick auf die Entwicklung der ESA-Raumfähre Hermes. Insgesamt wurden 580 kg mit dem Progress-Raumtransporter Progress 38 vorab zur Mir gebracht, die 13 Experimente unterstützten:

### Biomedizin
- ECHOGRAPHIE: Hiermit wurden die Änderungen der Herztätigkeit und des Blutkreislauf untersucht, die sich in der Schwerelosigkeit durch die Umverteilung der Körperflüssigkeiten ergeben. Die während des Raumflugs aufgenommenen Daten wurden mit denen derselben Person vor dem Flug und während der Rückanpassung an die Schwerkraft nach der Landung verglichen.
- MINILAB: Hiermit wurden die Anteile von Hormonen und anderen biochemischen Substanzen in Blut- und Urinproben gemessen.
- PHYSALIE: Dieses Experiment setzte auf frühere Forschungen auf, die die kurzfristige Anpassung an die Schwerelosigkeit untersuchten. An Bord der Mir wurde dies auf die langfristige Anpassung ausgedehnt.
- VIMINAL (VIsio Motricité: INfluence de l’Apesanteur et de L’entraînement): Dieses Akronym kann mit „Sicht und Motorik: Einfluss der Schwerelosigkeit und des Trainings“ übersetzt werden. Ziel des Experiment war die Untersuchung der Wahrnehmung und der Bewegung während einer längeren Zeit der Schwerelosigkeit.
- CIRCE (Compteur Intégrateur de Rayonnement Complexe – Integrierender Zähler für komplexe Strahlung): Dieses Experiment wandte einen neuen Ansatz für kosmische Dosimetrie an.
- DENSITOMETRIE OSSEUSE: Hiermit wurden Knochendichtemessungen während und nach dem Raumflug durchgeführt.
- LYMPHOCYTES: Dieses Experiment sollte untersuchen, warum der menschliche Körper nach der Rückkehr aus dem All weniger oder gar keine T-Lymphozyten im Blut hat.

### Technologie
- AMADEUS: Dieses Experiment diente der Überprüfung eines Solarzellenmodells, das mit Carpentier-Gelenken ausgestattet war, um Reibung zu vermeiden.
- ERCOS: Hierbei wurden hochintegrierte Halbleiterspeicher der kosmischen Strahlung ausgesetzt um deren Verhalten unter Weltraumbedingungen zu untersuchen.
- ECHANTILLONS: Dies war der Sammelbegriff für fünf Experimente, die das Langzeitverhalten von unterschiedlichen Beschichtungen unter Weltraumbedingungen untersuchten. Die Materialien wurden teils während des Flugs untersucht, teils am Boden, nachdem die Proben bei einem Weltraumausstieg geborgen wurden. Die fünf einzelnen Experimente waren COMES (Comportement de Matériaux dans l’espace – Materialverhalten im Weltraum), MAPOL (Matériaux Polymères – Polymerstoffe), DIC (Détecteurs d’Impacts Capacitifs – Detektor für kapazitive Einschläge). DMC (Détecteur multicouches – Mehrschichtdetektor) und MCAL (Microcalorimètres – Mikrokalorimeter).
- ERA: Bei diesem Experiment sollte versucht werden, während eines Weltraumausstiegs ein Gitter zu montieren und später zu entfalten. Damit sollte demonstriert werden, dass der Mensch im All auch komplexe Arbeiten durchführen und große Strukturen errichten kann.
- SERCOM (SERvitudes COMmunes – gemeinsame Hilfsdienste): Diese Einheit enthielt Systeme, die von den Experimenten CIRCE, ECHANTILLONS und ERCOS gemeinsam genutzt wurden.

### Pädagogik
Chrétien demonstrierte während des Fluges einige physikalische Experimente, die von der Nationalen Gesellschaft für technische Wissenschaften für die Jugend (Association Nationale Sciences Techniques Jeunesse – ANSTJ) vorbereitet waren. Damit zeigte er verschiedene Auswirkungen der Schwerelosigkeit und des Rückstoßprinzips.

## Missionsverlauf
Der Raumflug begann mit einem Nachtstart des Raumschiffs Sojus TM-7. An Bord befanden sich außer Chrétien noch Alexander Wolkow und Sergei Krikaljow, die als Mannschaft Mir EO-4 mehrere Monate auf der Mir bleiben sollten.
Für Chrétien war dies der zweite Raumflug nach seinem Einsatz bei Sojus T-6 im Jahre 1982. Ein zweiter französischer Raumfahrer, Patrick Baudry, war 1985 beim US-amerikanischen Shuttleflug STS-51-G beteiligt, so dass es sich bei Aragatz um den dritten französischen Raumflug handelte.
Zwei Tage nach dem Start koppelte Sojus TM-7 an das Kwant-Modul der Raumstation Mir an, zehn Minuten früher als geplant. Zwei Stunden später stiegen die drei Kosmonauten um.
An Bord der Mir befand sich noch die Langzeitbesatzung Mir EO-3: Wladimir Titow, Mussa Manarow und Waleri Poljakow. Das Raumschiff Sojus TM-6, mit dem sie vor drei Monaten zur Mir gekommen waren, lag noch am vorderen Kopplungsstutzen angedockt.
Damit befanden sich zum ersten Mal sechs Personen gleichzeitig an Bord der Mir. Da die Überlappungszeit mit zwei Wochen etwa doppelt so lang wie üblich war und zusätzlich die Ausrüstung für das französische Forschungsprogramm an Bord war, herrschte eine unangenehme Enge in der Raumstation.
Am 9. Dezember, nach etwa der Hälfte der Mission, fand der erste Weltraumausstieg mit französischer Beteiligung statt. Titow und Manarow zogen sich aus Sicherheitsgründen in das Raumschiff Sojus TM-6 zurück. Zuerst begab sich Chrétien durch den Multiport-Adapter nach außen, dann folgte Wolkow. Krikaljow und Poljakow bedienten die Systeme der Mir.
Chrétien und Wolkow installierten zuerst eine Kamera, die den Ausstieg filmte, und Handläufe, die die Fortbewegung der Kosmonauten und ihre Sicherheit erhöhen sollten. Dann wurde Echantillons an der Außenhaut der Mir angebracht. Zum Schluss montierten Wolkow und Chrétien ERA. Krikaljow versuchte, ERA per Fernsteuerung zu entfalten, was jedoch misslang. Erst nach einem Tritt von Wolkow nahm ERA die gewünschte Stellung ein.
Dieser Ausstieg war der erste, der von einem nicht-amerikanischen und nicht-sowjetischen Raumfahrer durchgeführt wurde. Mit sechs Stunden Dauer war er außerdem der bis dahin längste der sowjetischen Raumfahrtgeschichte.
Am 21. Dezember begab sich Chrétien zusammen mit Manarow und Titow in das Raumschiff Sojus TM-6, das knapp vier Monate an der Mir angekoppelt war. Poljakow blieb mit Wolkow und Krikaljow noch eine weitere Periode an Bord.
Die Abkopplung von Sojus TM-6 erfolgte um 3:33 UTC. Zur Landung sollte im Raumschiff eine neue Software eingesetzt werden, die nach den Problemen mit Sojus TM-5 entwickelt wurde. Diese überlastete jedoch den Bordcomputer, so dass die Bremszündung nicht wie geplant um 6:00 durchgeführt wurde. Die Bodenstation ließ das Backup eines anderen Programms einspielen, und zwei Umkreisungen später, um 9:08, konnte Sojus TM-6 wie geplant die Triebwerke zünden. Die Landung erfolgte um 9:57 bei bedecktem Himmel und Temperaturen unter dem Gefrierpunkt.

## Bedeutung der Mission
Bis zu diesem Zeitpunkt hatte die Sowjetunion (mit Ausnahme des ersten französisch-sowjetischen Raumflugs PVH) im Rahmen des Interkosmos-Programms nur Gastkosmonauten aus befreundeten Nationen an Bord ihrer Raumstationen begrüßt. Solch ein Raumflug dauerte üblicherweise 7 Tage.
Aragatz ging über das bisherige weit hinaus. Chrétiens Raumflug dauerte mit 24 Tagen weit länger als die früheren Missionen, womit er auch eine neue Rekordmarke für Raumflüge von Drittnationen setzte. Davor galten die 10 Tage von Ulf Merbold als längster Flug eines nicht-sowjetischen und nicht-amerikanischen Raumfahrers.
Außerdem zeigte Chrétiens komplexer Außenbordeinsatz, dass er als gleichberechtigtes Mannschaftsmitglied betrachtet wurde.
Frankreich machte mit diesem Raumflug deutlich, dass seine Raumfahrtaktivitäten weiterhin sowohl in Zusammenarbeit mit den USA als auch mit der Sowjetunion durchgeführt würden.